# バグマティ川
バグマティ川（バグマティがわ、 ネパール・バサ語: बागमती खुसी、ネパール語: बागमती नदी、英語: Bagmati River）は、ネパールのカトマンズ盆地を流れて古都ラリトプルと首都カトマンズとを南北に隔て、インド・ビハール州を通ってガンジス川に合流する河川。
1981年ビハール州列車転落事故は、バグマディ川にかかる橋梁で起きた事故であった。

## ヒンドゥー教寺院
- パシュパティナート

## ギャラリー

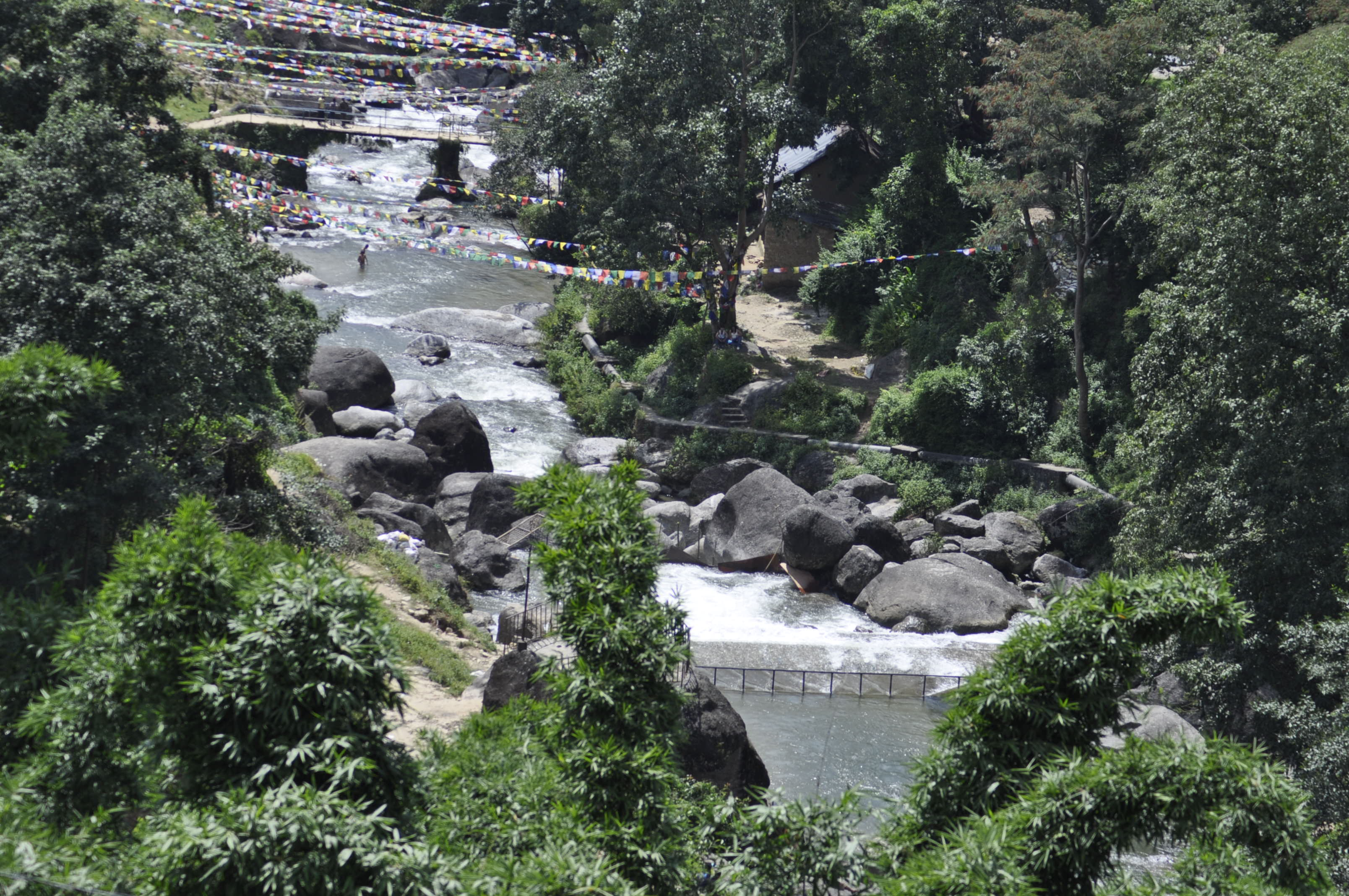
バグマティ川上流、2012年9月撮影
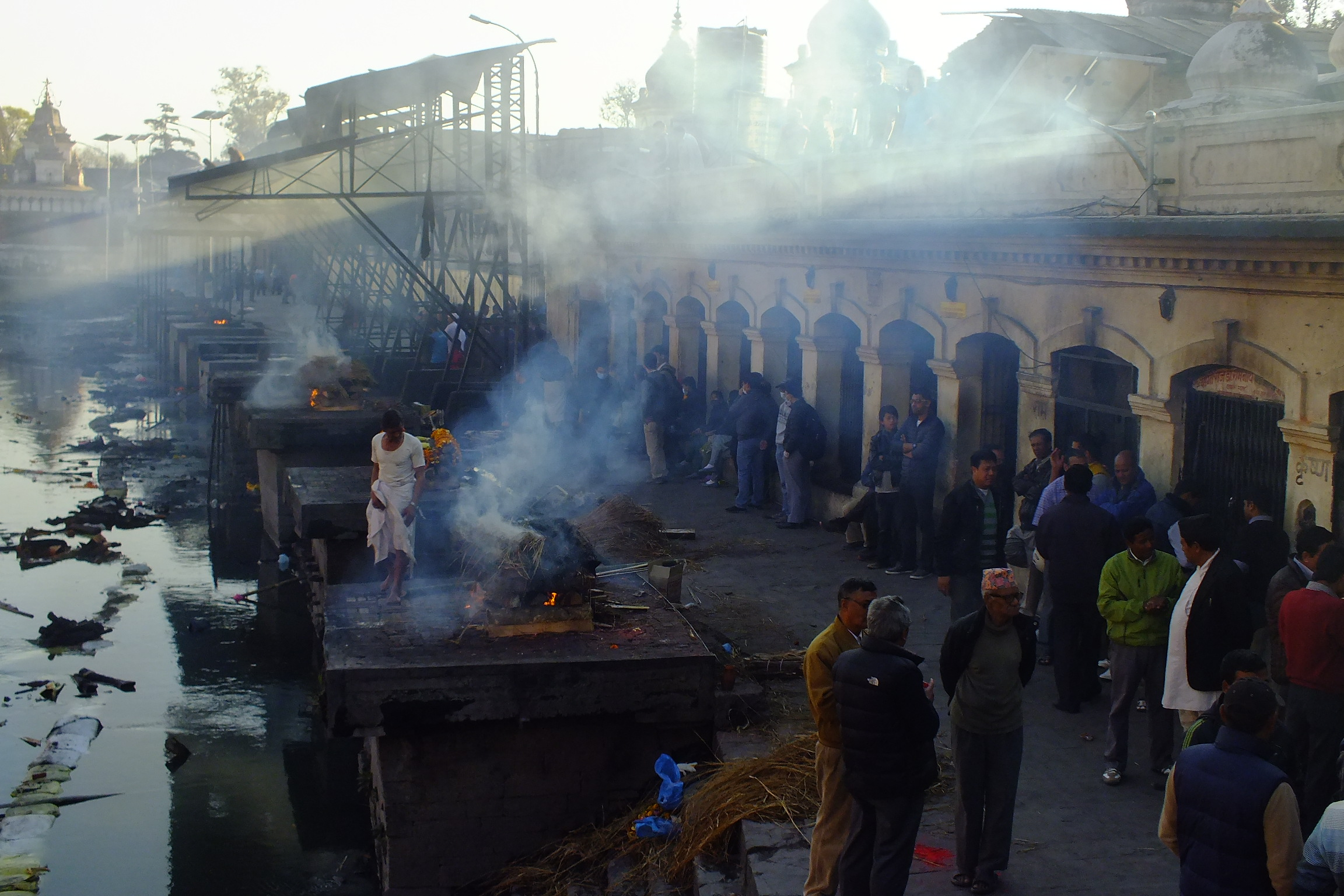
バグマティ川とパシュパティナート火葬場、2015年3月9日撮影
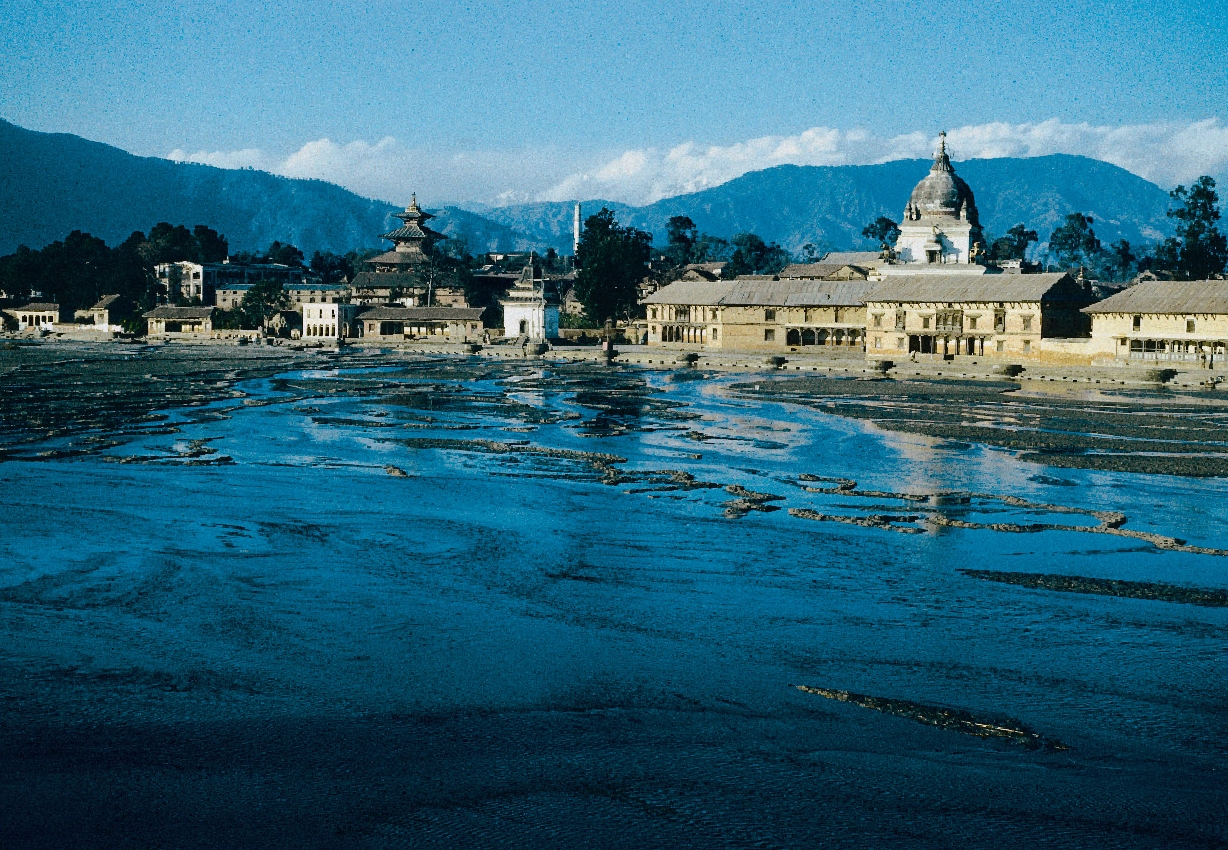
1950年代前半のバグマティ川